# Dornier Do 217
Dornier Do 217 var en tysk flygplanstyp, som var avsedd att vara bland annat ett tungt bombplan, medan E-varianten framför allt användes som fartygsattackplan. 
En av varianterna E-5 var försedd med radiostyrda glidbomber (en slags primitiva robotar). 
Planet hade viss framgång gentemot den allierade sjöfarten under andra världskriget, men antalet plan var aldrig tillräckligt för att åstadkomma tillräcklig nytta/allvarliga problem.
Den 9 september 1943 angrepp sex Do 217 K-2 från III. Gruppe/KG 100 beväpande med varsin styrd bomb av modellen Fritz X den italienska flottan utanför Sicilien som då var på väg att överlämna sig till de allierade efter Italiens kapitulation. I anfallet sänktes det italienska slagskeppet Roma som tog med sig 1 255 av besättningen i djupet. Systerfartyget Italia skadades men kunde nå Malta. 
I anslutning till landstigningen vid Salerno, Operation Avalanche, skadades det brittiska slagskeppet HMS Warspite, den brittiska kryssaren HMS Uganda och den amerikanska kryssaren USS Savannah av Do 217 K-2 från III. Gruppe/KG 100 med Fritz X bomber.
Under landstigningsoperationen vid Anzio i januari 1944 sänktes en brittisk kryssare HMS Spartan och en jagare av styrda bomber som släppts från Dornier Do 217.
Totalt byggdes 1 730 Dornier Do 217 under kriget av vilka 1 366 var bombplan (520 av dessa var Do 217K/M). Ett litet antal Dornier Do 217J gavs till Italien.

## Varianter
- Do 217 A-0 : förseriemodell, spaningsplan.
- Do 217 C-0 : förseriemodell, bombplan.
- Do 217 E : bombplan.
  - Do 217 E-0 : förseriemodell, bombplan.
  - Do 217 E-1 :
  - Do 217 E-2 :
  - Do 217 E-3 :
  - Do 217 E-4 :
  - Do 217 E-5 :
- Do 217H : prototypserie.
- Do 217K : Bombplan med omdesignad förarkabin med en helt glastäckt nos.
  - Do 217 K-1 : Nattbombplan
  - Do 217 K-2 : Bombplan för sjömål med utrustning för att bära den styrda bomben Fritz X.
  - Do 217 K-3 : Bombplan för sjömål med utrustning för att bära den styrda bomben Fritz X eller Henschel Hs 293.

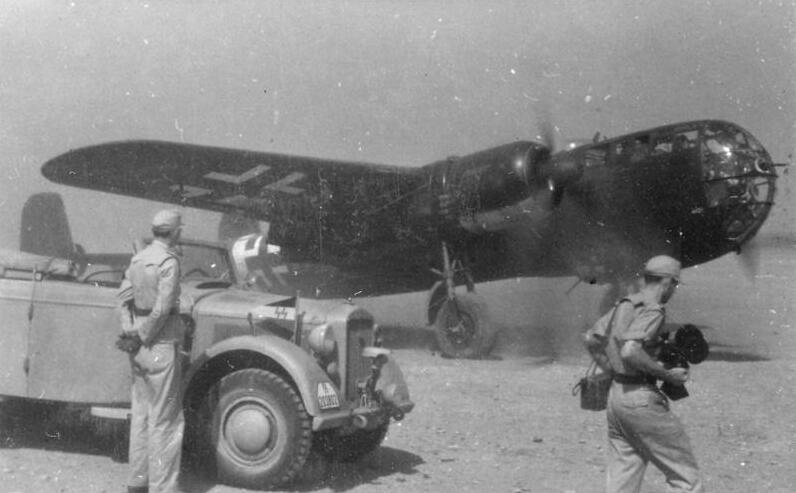
Dornier Do 217K-2 med den karaktäristiska utformningen på förarkabinens vindruta.

- Do 217M : bombplan.
  - Do 217 M-1 :
  - Do 217 M-3 :
  - Do 217 M-5 :
  - Do 217 M-11 :
- Do 217J : nattjaktplan.
  - Do 217 J-1 :
  - Do 217 J-2 :
- Do 217L : bombplan.
- Do 217N : nattjaktplan.
  - Do 217 N-1 :
  - Do 217 N-2 :
- Do 217P : spaningsplan.
- Do 217R : bombplan.